# American Psycho
American Psycho es una novela publicada en 1991 por Bret Easton Ellis y que describe, en primera persona, los episodios en la vida de un yuppie asesino de Manhattan a finales de los años 1980. La novela está escrita tal como la escribiría un psicópata, en un estilo que expresa sus obsesiones, manías, sadismos, odio y vacío existencial: un largo monólogo que puede llegar a parecer incoherente en algunos pasajes, pero que corresponde al contexto de desquiciamiento mental del personaje.

## Argumento
Ambientada en Manhattan durante el auge de Wall Street a fines de la década de 1980, American Psycho sigue la vida del joven y rico banquero de inversiones Patrick Bateman. Bateman, de veintisiete años cuando comienza la historia, narra sus actividades cotidianas, desde su vida recreativa entre la élite de Wall Street de Nueva York hasta sus incursiones en el asesinato nocturno. A través de su corriente de conciencia, Bateman describe la vida cotidiana, que va desde una serie de viernes por la noche en clubes nocturnos con sus colegas, donde inhalan cocaína, critican la ropa de otros asistentes al club, intercambian consejos de moda y preguntan uno a otro sobre la etiqueta adecuada, su compromiso sin amor con su compañera yuppie Evelyn y su relación contenciosa con su hermano y su madre senil. El monólogo interior de Bateman se interrumpe ocasionalmente en escenas en las que se dirige directamente al lector para criticar el trabajo de los artistas de la música pop de la década de 1980. La novela mantiene un alto nivel de ambigüedad a través de identidades equivocadas y contradicciones que crean la sospecha de que Bateman es un narrador sospechoso. Los personajes se presentan constantemente como personas distintas a ellos mismos, y las personas discuten sobre las identidades de otras personas que pueden ver en restaurantes o en fiestas. Profundamente preocupado por su apariencia personal, Bateman ofrece amplias descripciones de su régimen estético diario.
Después de matar a Paul Owen, uno de sus colegas, Bateman se apropia del apartamento de Paul como lugar para alojar y matar a más víctimas. El control de Bateman sobre sus impulsos violentos se deteriora. Sus asesinatos se vuelven cada vez más sádicos y complejos, pasando de simples apuñalamientos a interminables secuencias de violación, tortura, mutilación, canibalismo y necrofilia, y su comprensión de la cordura comienza a fallar. Introduce historias sobre asesinos en serie en conversaciones informales y en varias ocasiones confiesa abiertamente sus actividades asesinas a sus compañeros de trabajo, quienes nunca lo toman en serio, no escuchan lo que dice o lo malinterpretan por completo, por ejemplo, al escuchar las palabras "asesinatos y ejecuciones". como "fusiones y adquisiciones". Estos incidentes culminan en una ola de disparos durante la cual mata a varias personas al azar en la calle, lo que resulta en el envío de un equipo SWAT en un helicóptero. Este episodio narrativo introduce el cambio de perspectiva de primera a tercera persona y los eventos posteriores, aunque no por primera vez en la novela, se describen en términos relacionados con la representación cinematográfica. Bateman huye a pie y se esconde en su oficina, donde llama a su abogado, Harold Carnes, y le confiesa todos sus crímenes a un contestador automático.
Más tarde, Bateman vuelve a visitar el apartamento de Paul Owen, donde anteriormente había matado y mutilado a dos prostitutas, con una máscara quirúrgica en previsión de los cuerpos en descomposición que espera encontrar. Entra en el apartamento perfectamente limpio y reformado, sin embargo, lleno de flores de fuerte olor destinadas, tal vez, a disimular un mal olor. La agente inmobiliaria, que ve su máscara quirúrgica, lo engaña haciéndole decir que asiste a la visita del apartamento porque "vio un anuncio en el Times" (cuando en realidad no existía tal anuncio). Ella le dice que se vaya y nunca regrese.
El estado mental de Bateman continúa deteriorándose y comienza a experimentar extrañas alucinaciones, como ver a Cheerio entrevistado en un programa, ser acosado por un banco antropomórfico del parque y encontrar un hueso en su Dove Bar. Al final de la historia, Bateman confronta a Carnes sobre el mensaje que dejó en su máquina, solo para descubrir que el abogado se divierte con lo que él considera una broma hilarante. Confundiendo a Bateman con otro colega, Carnes afirma que el Patrick Bateman que conoce es demasiado cobarde para haber cometido tales actos. En el clímax cargado de diálogo, Carnes se enfrenta a un desafiante Bateman y le dice que su afirmación de haber asesinado a Owen es imposible, porque cenó con él dos veces en Londres solo unos días antes.
El libro termina como comenzó, con Bateman y sus colegas en un nuevo club un viernes por la noche, entablando una conversación banal. El letrero que se ve al final del libro simplemente dice "Esto no es una salida".

## Temas
Según el crítico literario Jeffrey W. Hunter, American Psycho es en gran medida una crítica de los "aspectos superficiales y viciosos del capitalismo ". Los personajes están predominantemente preocupados por la ganancia material y las apariencias superficiales, rasgos indicativos de un mundo posmoderno en el que la "superficie" reina suprema. Esto lleva a Patrick Bateman a actuar como si "todo fuera una mercancía, incluidas las personas", una actitud que es aún más evidente en la desenfrenada cosificación y brutalización de las mujeres que ocurre en la novela. Este distanciamiento le permite a Bateman racionalizar sus acciones, en una escena en la que canibaliza a una víctima, Bateman comenta "aunque esporádicamente penetra cuán inaceptable es algo de lo que estoy haciendo en realidad, solo me recuerdo a mí mismo que esta cosa, esta chica, esta carne, no es nada..." 
El consumo de Patrick Bateman de lo que él ve como nada más que un trozo de carne es una interpretación casi paródicamente literal de un monstruo creado por la cultura del consumo. Esto, combinado con el sexo, la violencia, las drogas y otros deseos del id, es cómo Bateman representa su violencia sociópata en un mundo superficial.
Los episodios de esquizofrenia de Bateman también muestran signos claros de cómo se enfrenta a ser una persona acomodada que vive en un mundo superficial, moldeado en el consumismo. Como lo describe la crítica Jennifer Krause en su análisis intertextual de la novela, que se basa en el trabajo del teórico posmoderno Fredric Jameson, Jameson "culpa de los males del esquizofrénico a la incoherencia de los medios posmodernos y al consumo capitalista". La crítica de Jameson es ampliada por Krause, quien escribe: "Podemos ver surgir una esquizofrenia de cultura claramente popular, una enfermedad propagada por la industria cultural posmoderna, que rompe la personalidad y aísla el yo fracturado. Aunque Jameson no hace referencia específica a dos tipos diferentes de esquizofrenia en sus escritos, implica una esquizofrenia artística frente a una forma más popular: una más o menos aceptada y la otra anatema. Esto plantea interrogantes sobre cómo la cultura popular podría actuar como una cura potencial para la locura". Por un lado está un rico banquero de Wall Street, Bateman, preocupado y muy consciente de cada detalle de su apariencia física, posesiones costosas y control de las personas y el mundo que lo rodea. Por otro lado, está el yo interior de Patrick Bateman, el yo aborigen, que hace frente y renuncia a sus complicaciones externas y a su identidad "falsa", creada por el consumismo, a través de la violencia sobre otros seres humanos, a quienes encuentra consumibles, y expresa absoluto control de sus deseos y verdadero yo a través de sus fantasías violentas. Su yo consumidor, artificial, actuando en la sociedad como un rico consumidor viviría y gastaría sus ingresos, frente a su yo natural, que, en lugar de gastar dinero, cazaría y se aprovecharía de los débiles y vulnerables, generalmente mujeres, a quienes considera prescindibles. Bateman trata a las personas que lo rodean como cualquier otro producto de consumo, debido al vacío con el que todavía lucha y desea llenar desde adentro, por lo tanto, tiene personalidades duales, tiene la identidad artificial aburrida, en comparación con su persona libre e ilimitada de su mente.
La observación de otro lado del comportamiento potencial proveniente de la próspera sociedad estadounidense de consumismo se explica a través de C. Serpell: "Aunque la violencia serializada en American Psycho es una extensión de los efectos adormecedores de los intercambios de consumo serializados en una economía donde las mercancías y los cuerpos se vuelven intercambiables e indistinguibles, este punto escapó en gran medida a la atención de los críticos más duros de la novela". A pesar de que los críticos discuten sobre las propiedades estéticas de la novela a partir de patrones rápidos y transiciones de timidez y asesinato, Serpell afirma que los críticos han pasado por alto los temas y motivos clave de la novela. Serpell saca a la luz los patrones y tendencias que Ellis expresa a través de Bateman, cuáles son las consecuencias de cómo "los intercambios de consumidores serializados en una economía donde las mercancías y los cuerpos se vuelven intercambiables e indistinguibles", podrían afectar a la sociedad, y la forma en que las personas ricas ven a los demás, ya sea son más altos, más bajos o iguales en riqueza o estatus social.
El crítico Thomas Heise afirma que "la incertidumbre sobre la realidad de la violencia de Patrick se ha convertido en el principal debate crítico de American Psycho y sirve como una introducción conveniente al enredo de la epistemología y la ética en la novela". El carácter y los rasgos de Bateman, según Heise, desafían lo que los lectores entienden como las normas sociales sobre la forma en que la élite de la clase alta piensa y reacciona ante la sociedad de manera normal. La epistemología y ética de Bateman con respecto a sus acciones y forma de pensar a lo largo de la novela es un reflejo, a través de su violencia, que plantea cuestiones sobre la comprensión moral y ética de todos los individuos en la posición y el estado de Bateman, y cómo podrían actuar y pensar. similares o completamente idénticos en un mundo de consumo construido sobre el capitalismo como la gente ve en la sociedad estadounidense de hoy.
Citando los muchos cuerpos que nunca se encuentran, Henry Bean se pregunta "¿es posible que los asesinatos nunca ocurrieron?" Continúa: 

The novel subtly and relentlessly undercuts its own authority, and because Bateman, unlike, say, Nabokov's unreliable narrators, does not hint at a "truth" beyond his own delusions, American Psycho becomes a wonderfully unstable account. The most persuasive details are combined with unlikely incidents until we're not only unsure what's real, we begin to doubt the existence of reality itself.
La novela socava sutil e implacablemente su propia autoridad, y debido a que Bateman, a diferencia de, digamos, los narradores poco confiables de Nabokov, no insinúa una "verdad" más allá de sus propias ilusiones, "American Psycho" se convierte en un reporte maravillosamente inestable. Los detalles más persuasivos se combinan con incidentes poco probables hasta que no solo no estamos seguros de lo que es real, sino que comenzamos a dudar de la existencia de la realidad misma.

A menudo se ha señalado que Patrick Bateman es un ejemplo de narrador poco confiable, y esta característica de American Psycho ha sido objeto de discusión en varios trabajos académicos. En una aparición de 2014 en el podcast WTF con Marc Maron, Ellis declaró que la narración de Bateman era tan poco confiable que incluso él, como autor del libro, no sabía si Bateman estaba describiendo honestamente los eventos que realmente sucedieron o si estaba mintiendo o incluso alucinando
Ellis describió en una entrevista su situación durante el proceso creador:

Bateman was crazy the same way I was. He did not come out of me sitting down and wanting to write a grand sweeping indictment of yuppie culture. It initiated because of my own isolation and alienation at a point in my life. I was living like Patrick Bateman. I was slipping into a consumerist kind of void that was supposed to give me confidence and make me feel good about myself but just made me feel worse and worse and worse about myself. That is where the tension of American Psycho came from. It wasn't that I was going to make up this serial killer on Wall Street. High concept. Fantastic. It came from a much more personal place, and that's something that I've only been admitting in the last year or so. I was so on the defensive because of the reaction to that book that I wasn't able to talk about it on that level.
Bateman estaba tan loco como yo. No salió de mí sentado y con ganas de escribir una gran acusación radical de la cultura yuppie. Se inició debido a mi propio aislamiento y alienación en un momento de mi vida. Estaba viviendo como Patrick Bateman. Estaba cayendo en un tipo de vacío consumista que se suponía que me daría confianza y me haría sentir bien conmigo mismo, pero solo me hizo sentir peor y peor y peor conmigo mismo. De ahí venía la tensión de 'American Psycho'. No era que me iba a inventar este asesino en serie en Wall Street. Alto concepto. Fantástico. Provino de un lugar mucho más personal, y eso es algo que solo he estado admitiendo en el último año más o menos. Estaba tan a la defensiva por la reacción a ese libro que no pude hablar de eso en ese nivel.
Bret Easton Ellis

## Publicación y controversias
Ellis escribió más tarde que la gente asumía que American Psycho terminaría con su carrera. Originalmente, Simon & Schuster debía publicarlo en marzo de 1991, pero la empresa se retiró del proyecto debido a "diferencias estéticas". Vintage Books compró los derechos de la novela y publicó el libro después del proceso de edición habitual. El libro no se publicó en tapa dura en los Estados Unidos hasta 2012, cuando Centipede Press publicó una edición limitada, aunque se ofreció un libro de bolsillo de lujo. Antes de su publicación, Roger Rosenblatt de The New York Times aprobó que Simon & Schuster cancelara el libro "sin valor" en una reseña llamada "¡Snuff This Book! ¿Se saldrá con la suya Bret Easton Ellis?". Ellis recibió numerosas amenazas de muerte y mensajes de odio tras la publicación de American Psycho. La reseña del Los Angeles Times  fue; "la única buena reseña en la prensa nacional", y resultó en: "una sección de cartas de tres páginas de todas estas personas cancelando sus suscripciones".
Alison Kelly de The Observer señaló que si bien "algunos países [lo consideran] tan potencialmente perturbador que solo se puede vender envuelto en plástico", "los críticos se entusiasman con él" y "los académicos se deleitan con sus cualidades transgresoras y posmodernas ".
En los Estados Unidos, el libro fue nombrado el 53.er libro más prohibido y cuestionado entre 1990 y 1999 por la American Library Association.
En Alemania, el libro se consideró "perjudicial para los menores" y sus ventas y marketing se restringieron severamente entre 1995 y 2000. Después de que el editor alemán del libro, Kiepenheuer & Witsch, presentara una demanda, el Tribunal Administrativo Superior del estado de Renania del Norte-Westfalia levantó la indexación en febrero de 2001.
En Australia, el libro se vende envuelto en plástico y está clasificado como "R18" según la legislación de censura nacional (es decir, el libro no se puede vender a menores de 18 años). Junto con otras publicaciones de Categoría 1, su venta está teóricamente prohibida en el estado de Queensland, y solo se puede comprar envasada. En Brisbane, la novela está disponible para mayores de 18 años en todas las bibliotecas públicas y todavía se puede pedir y comprar (retractilado) en muchas librerías a pesar de esta prohibición.  Ellis ha comentado sobre esto: "Creo que es adorable. Pienso que es lindo. Me encanta". En Nueva Zelanda, la Oficina de Clasificación de Cine y Literatura del Gobierno ha clasificado el libro como R18 (es decir, el libro no se puede vender ni prestar en bibliotecas a menores de 18 años). Generalmente se vende retractilado en las librerías.
La activista feminista Gloria Steinem se encontraba entre las que se oponían al libro de Ellis debido a su descripción de la violencia hacia las mujeres. Casualmente, Steinem es la madrastra de Christian Bale, quien interpretó a Bateman en la película. Esta coincidencia se menciona en las memorias simuladas de Ellis, Lunar Park.
Phil Collins, cuya carrera en solitario se menciona en el libro, recordó: "No lo leí. En ese momento, solo pensé: "Eso es todo lo que necesitamos: glorificar toda esta basura". No me interesa". Luego salió la película, y me pareció muy divertida".

### Conexiones con crímenes de la vida real
Se encontró una copia en posesión de Wade Frankum, perpetrador de la masacre de Strathfield de 1991. Se sugirió que la novela había inspirado a Frankum.
Durante el juicio del asesino en serie canadiense Paul Bernardo, se descubrió una copia en el dormitorio de Bernardo. El Toronto Sun informó que Bernardo "lo leyó como su 'biblia' " , aunque resultó que en realidad pertenecía a su esposa y cómplice Karla Homolka, es poco probable que Bernardo lo haya leído alguna vez.
Durante el caso de Duke lacrosse, un miembro del equipo llamado Ryan McFayden envió un correo electrónico profano a varios de sus compañeros de equipo alegando que iba a matar y despellejar a algunos strippers. Los administradores afirmaron que el correo electrónico era una imitación de Bateman. Posteriormente, McFayden recibió numerosas amenazas de muerte.

## Adaptaciones
En 2000, la escritora Guinevere Turner y la escritora/directora Mary Harron adaptaron American Psycho en una película oscura y cómica estrenada por Lions Gate Films en Estados Unidos y Columbia Pictures en otros territorios. Este guion fue seleccionado entre otros tres, incluido uno del propio Ellis. Bateman es interpretado por Christian Bale con Willem Dafoe y Reese Witherspoon en papeles secundarios. Como promoción de la película, uno podía registrarse para recibir correos electrónicos "de" Patrick Bateman, supuestamente para su terapeuta. Los correos electrónicos, escritos por un escritor adjunto a la película y aprobados por Ellis, siguen la vida de Bateman desde los acontecimientos de la película. American Psycho se estrenó en el Festival de Cine de Sundance de 2000, donde se promocionó como el próximo Fight Club. La Motion Picture Association of America (MPAA) otorgó a la película una calificación NC-17 por una escena en la que Bateman tiene un trío con dos prostitutas. Los productores eliminaron aproximadamente 18 segundos de metraje para obtener una calificación R para la película.
La película polarizó al público y a los críticos con una lluvia de elogios y de desdén. Sin embargo, tras su estreno en cines, la obra recibió críticas positivas en publicaciones cruciales, incluido The New York Times, que la calificó como un "clásico de comedia de terror mezquino y magro". Ellis dijo: "American Psycho era un libro que no creía que necesitara convertirse en una película", ya que "el medio de la película exige respuestas", lo que haría que el libro fuera "infinitamente menos interesante". La película recibió críticas generalmente positivas.
Una secuela directamente para video, American Psycho 2, fue lanzada y dirigida por Morgan J. Freeman. La película no se basó en la novela ni en la película original, ya que su única conexión con la original es la muerte de Patrick Bateman (interpretado por Michael Kremko con una máscara facial), que se muestra brevemente en un flashback.
En 2009, Audible produjo una versión en audio de American Psycho, narrada por Pablo Schreiber, como parte de su línea de audiolibros Modern Vanguard. Attila Hazai (1967-2012) escribió una versión húngara de la novela llamada Budapesti skizo ("Budapest Psycho", 1997), fue el trabajo más conocido de Hazai, pero hasta su muerte nunca se tradujo al inglés.
En 2013, Ellis y otros lanzaron una campaña de Kickstarter para realizar una adaptación teatral musical. El estreno del musical, con música y letra de Duncan Sheik tuvo lugar en el Almeida Theatre de Londres en diciembre. El papel de Patrick Bateman fue interpretado por Matt Smith. En 2015, el musical se preparó en Nueva York, con Benjamin Walker volviendo a asumir el papel de Patrick que había asumido originalmente en 2011. Se estrenó a principios de 2016, pero cerró el 5 de junio de ese año después de una racha de solo 54 funciones regulares. En el anuncio, citaron la "dura competencia" de musicales más conocidos como Waitress, Shuffle Along y Hamilton. Una versión del musical es el foco del episodio musical titulado "Chapter One Hundred and Twelve: American Psychos" de la sexta temporada de la serie Riverdale.
En abril de 2021, el presidente de Lionsgate Television, Kevin Beggs, confirmó que se estaba desarrollando una serie de televisión.